# Fondo Verde del Clima
El Fondo Verde del Clima (GCF, por sus siglas en inglés)  creado en 2011, es un fondo dentro del marco de la Convención Marco de las Naciones Unidas sobre el Cambio Climático (CMNUCC, o UNFCCC por sus siglas en inglés) constituido como mecanismo financiero para ayudar a países en desarrollo en prácticas de adaptación al cambio climático y mitigación de sus efectos. El GCF esta estructurado y gobernado por:
- una junta compuesta por 24 miembros inicialmente apoyados por una secretaría, distribuidas equitativamente entre países desarrollados y en desarrollo.,[2]
- el secretariado, el cual tiene su sede en Songdo (nuevo distrito de Incheon, Corea del Sur) responsables de la gestión diaria y la implementación de las políticas del Fondo, y
- entidades acreditadas (organismos internacionales, nacionales y privados) que actúan como intermediarios para canalizar los fondos hacia los proyectos.

El Consejo está conformado por los 194 países que han firmado la Convención Marco de las Naciones Unidas sobre el Cambio Climático. Su objetivo es establecer y supervisar las estrategias de acción de la Organización.
«El Fondo Verde del Clima apoyará, mediante ventanas de financiación temática, proyectos, programas, políticas y otras actividades en las partes [de la CMNUCC] que sean países en desarrollo». Se pretende que sea el instrumento central de los esfuerzos para elevar la financiación climática a 100 mil millones de dólares estadounidenses (US$) anuales para 2020. Sin embargo, esto no es una cifra oficial para el tamaño del GCF. Sigue también en disputa si el objetivo de financiación se basará en fuentes públicas, o si la financiación privada "apalancada" contará para el total. Los países que aportan recursos al fondo ya se han comprometido a darle 10,3 millardos de US$, con los que se pretende cubrir las inversiones en un período de 4 años. Solo una fracción de esta suma había sido comprometida en julio de 2013, mayormente para cubrir los costes de establecimiento.
Según la Red de Conocimiento sobre Clima y Desarrollo, en la tercera reunión del consejo del GCF en Berlín en marzo de 2013, los miembros acordaron cómo avanzar con el marco de modelo de negocio (BMF por sus siglas en inglés). Identificaron la necesidad de evaluar opciones sobre cómo las naciones podrían acceder al Fondo, enfoques para implicar el sector privado, además de procedimientos para medir resultados y asegurar que las peticiones de dinero se originan en los países. En la cuarta reunión del consejo del GCF en Songdo, en junio de 2013, Hela Cheikhrouhou, tunecino, fue seleccionado como primer director ejecutivo del Fondo. Cheikhrouhou dejó el Fondo en septiembre de 2016.

## Historia
El Acuerdo de Copenhague, establecido durante la 15.ª Conferencia de las Partes (COP-15) en Copenhague en 2009, mencionó el "Fondo Verde del Clima Copenhague". El GCF fue formalmente establecido durante la Conferencia 2010 de las Naciones Unidas sobre Cambio Climático en Cancún y está dentro del marco de la CMNUCC. Su instrumento de gobierno se adoptó en la Conferencia 2011 de las Naciones Unidas sobre Cambio Climático (COP-17) en Durban, Sudáfrica.

## Organización

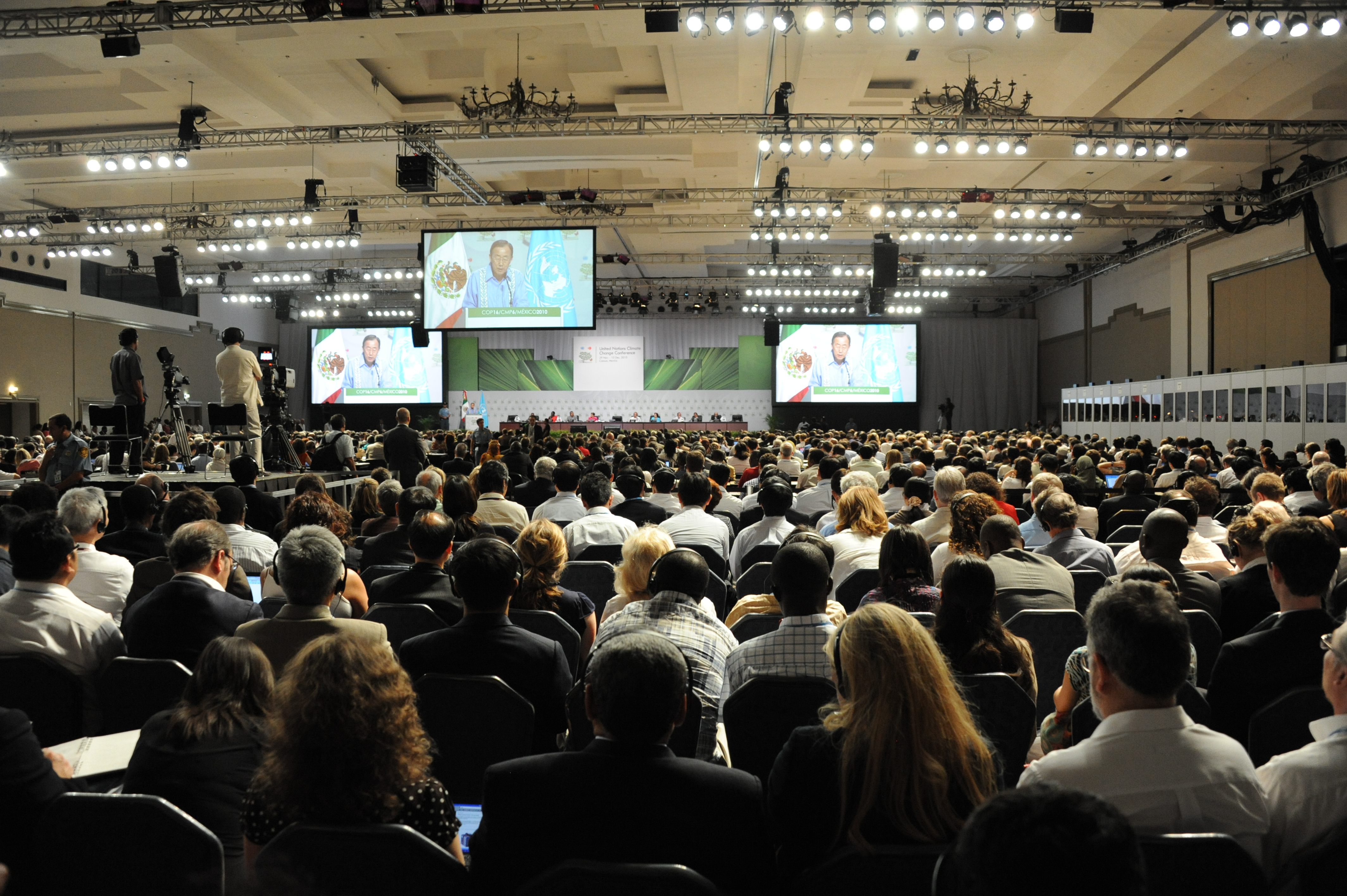
Conversaciones en la COP-16 en Cancún.

Durante la COP-16 en Cancún, la gobernanza del recién creado GCF se confió a su consejo, y el Banco Mundial fue escogido como el fideicomisario provisional. Con el fin de diseñar el funcionamiento del GCF, en Cancún también se estableció el "Comité de transición para el Fondo Verde del Clima". Este comité se reunió 4 veces durante 2011, y entregó un informe a la COP-17 de Durban. Basándose en este informe, la COP decidió que «el GCF devendría una entidad operativa del mecanismo financiero» de la CMNUCC , y que en la COP-18 (2012) se adoptarían las reglas necesarias para asegurar que el GCF «es responsable ante la COP y funciona bajo su guía». Investigadores del laboratorio de ideas Instituto de Desarrollo de Ultramar afirman que sin este acuerdo de último minuto sobre un instrumento para gobernar el GCF, la «COP africana» se habría considerado un fracaso. Además, se encomendó al consejo del GCF elaborar los procedimientos y reglas para desembolsar el dinero, asegurando que fueran compatibles con los objetivos nacionales de los países donde tendrán lugar los proyectos y programas. Asimismo se encargó al consejo establecer una secretaría independiente y el fideicomisario permanente del GCF.

## Fuentes de financiación

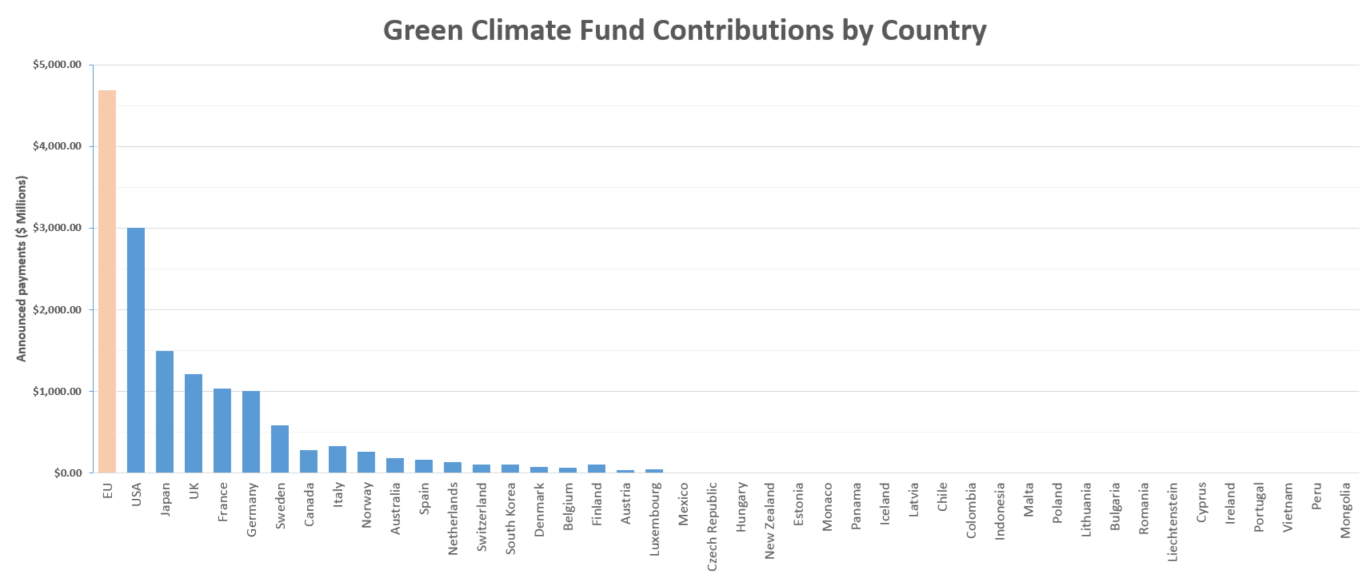
Contribuciones del Acuerdo de París sobre el clima por país (o región en el caso de la Unión Europea, que es la barra de la izquierda).